# Puente ferroviario de Abrantes
El puente ferroviario de Abrantes es un puente metálico sobre el río Tajo, que forma parte de la Línea de la Beira Baixa, en el ayuntamiento de Abrantes, en Portugal.

## Características
Mide 427,7 metros de longitud y unos 5 metros de ancho.

## Historia
Fue inaugurado en 1889 en el tramo entre Abrantes y Covilhã de la Línea de la Beira Baixa, del cual este puente forma parte desde su inauguración.